# Bhojpur (Distrikt)
Der Distrikt Bhojpur (Nepali भोजपुर जिल्ला) ist einer von 77 Distrikten in Nepal und gehört seit der Verfassung von 2015 zur Provinz Koshi.
Sein Hauptort ist die gleichnamige Stadt Bhojpur.

## Geografie
Der 1507 km² große Distrikt liegt im Osten von Nepal in den Vorbergen des Himalayas. Seine Distriktsnachbarn sind im Westen Khotang, im Süden Udayapur. Im Osten grenzt Bhojpur an den Distrikt Dhankuta sowie im Norden an die Distrikte Sankhuwasabha und Solukhumbu.

## Bevölkerung
Gemäß der Volkszählung hatte der Distrikt im Jahr 2001 203.018 Einwohner und die Bevölkerungsdichte betrug 134,7 Personen/km². Die größten ethnischen Gruppen im Distrikt sind die Rai, die Chetri und die Tamang sowie die Brahmanen und die Newar.

## Verkehr
Der Distrikt verfügt einen Flugplatz in der Distriktshauptstadt Bhojpur mit dem Namen Bhojpur Airport. Sein IATA-Flughafencode lautet BHB und sein ICAO-Code VNBJ.

## Verwaltungsgliederung
Städte (Munizipalitäten) im Distrikt Bhojpur:

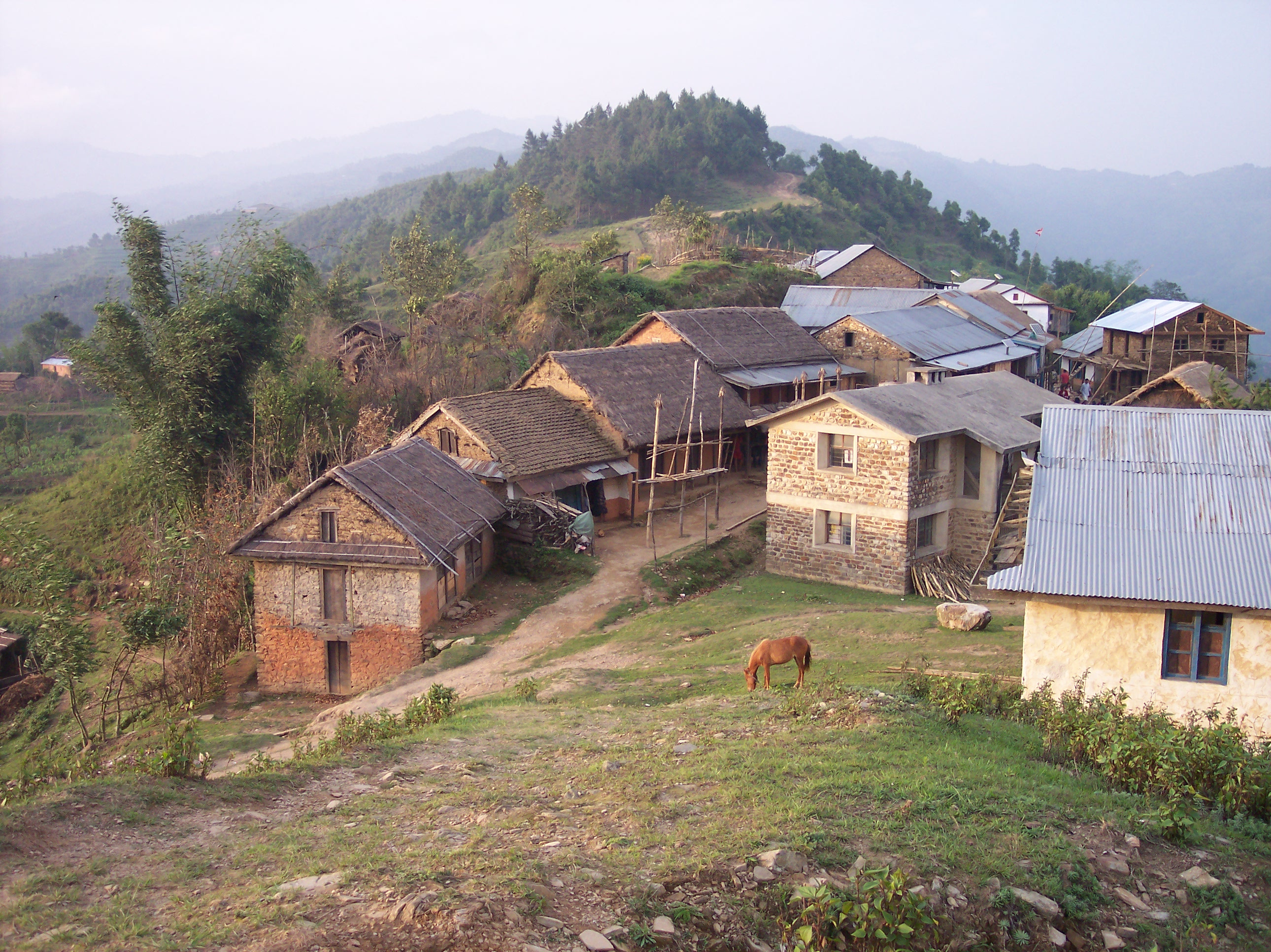
Das Dorf Balankha im Distrikt Bhojpur

- Bhojpur
- Shadananda

Gaunpalikas (Landgemeinden):
- Hatuwagadhi
- Ramprasad Rai
- Aamchok
- Tyamke Maiyunm
- Arun
- Pauwadungma
- Salpasilichho